# Olvena
Olvena (Olbena en aragonés) es un municipio de España en la provincia de Huesca, comunidad autónoma de Aragón. Tiene un área 15,83 km² con una población de 67 habitantes (INE 2024) y una densidad de 4,99 hab/km². También da nombre a un congosto en el Río Ésera desde la presa del embalse de Barasona hasta la confluencia en el Río Cinca.

## Núcleos
- Olvena
- La Cuadra Blasco, despoblado.

## Demografía
Olvena cuenta con una población de 65 habitantes (INE 2024).
| Gráfica de evolución demográfica de Olvena entre 1842 y 2021                                                        |
| |
| Población de derecho según los censos de población del INE Población de hecho según los censos de población del INE |

## Administración y política
| Período   | Alcalde                   | Partido |  |
| --------- | ------------------------- | ------- |  |
| 1979-1983 | José Gudel Pueyo          | UCD     |  |
| 1983-1987 | Emilio Esteban            |         |  |
| 1987-1991 | Emilio Esteban            |         |  |
| 1991-1995 | Emilio Esteban            |         |  |
| 1995-1999 | Emilio Esteban            |         |  |
| 1999-2003 | Emilio Esteban            |         |  |
| 2003-2007 |                           | PP      |  |
| 2007-2011 | José Gúdel                | PSOE    |  |
| 2011-2015 | Enrique Crespo Bergantiño | PSOE    |  |
| 2015-2019 | Sabina Gudel Cambra       | PP      |  |

| Partido político    | Partido político                                   | 2003   | 2007   | 2011   | 2015   |
| Partido político    | Partido político                                   | Ediles | Ediles | Ediles | Ediles |
|                     | Partido Popular de Aragón (PP)                     | 1      | —      | 1      | 2      |
|                     | Partido de los Socialistas de Aragón (PSOE-Aragón) | —      | 1      | 2      | 1      |
|                     | Chunta Aragonesista (CHA)                          | —      | —      | —      | —      |
| Total de concejales | Total de concejales                                | 1      | 1      | 3      | 3      |

## Fiestas
- Fiesta mayor, 8 de mayo.
- 12 de mayo.[9]

## Rutas
Las siguientes rutas de senderismo pasan por la localidad:
- PR-HU 73 : empieza aquí su recorrido.